# Banc (Vallmoll)
El Banc és una obra de Vallmoll (Alt Camp) protegida com a bé cultural d'interès local.

## Descripció
Banc situat al jardí posterior de Villa Remedio. Es tracta d'un extens jardí privat que presenta una estructura molt simple. Dos petits blocs rectangulars de maó emmarquen el banc pròpiament dit, totalment recobert de rajola. El respatller és format per rajoles de temàtica tradicional en la ceràmica catalana (arts i oficis, gegants...), mentre que el seient és de trencadís, aplicat d'acord amb uns criteris que responen a l'estètica es veu subratllada per una delicada estructura de ferro que l'emmarca l'obra.

## Història
El banc es troba integrat en un conjunt de les mateixes característiques d'època i estil, que comprèn diverses edificacions.